# Delahaye Type 22
Der Delahaye Type 22 ist ein frühes Pkw-Modell. Hersteller war Automobiles Delahaye in Frankreich.

## Beschreibung
Die Fahrzeuge wurden zwischen 1904 und 1910 hergestellt.
Es gab nacheinander drei Serien: von 1904 bis 1905, von 1905 bis 1906 und von 1908 bis 1910. Zunächst war der Vierzylinder-Ottomotor in Frankreich mit 16–20 CV eingestuft und in der dritten Serie mit 18–24 CV. Er leistet 20 PS in der ersten Serie und 24 PS in der zweiten Serie; die Motorleistung der dritten Serie ist nicht bekannt. Bei den ersten beiden Serien ergeben 92 mm Bohrung und 110 mm Hub 2925 cm³. Bei der dritten Serie ist der Hub auf 130 mm verlängert, sodass der Hubraum 3457 cm³ beträgt. Der Motor ist vorn im Fahrgestell eingebaut und treibt die Hinterachse an.
Mit Beginn der dritten Serie wurde das modernere Fahrgestell des Delahaye Type 32 mit Dreiviertel-Elliptikfedern an der Hinterachse verwendet. Weitere Verbesserungen wurden vom Spitzenmodell Delahaye Type 32 übernommen.
Der Radstand betrug wahlweise 310 cm oder 321 cm. Die Spurweite betrug vorn 1340 mm und hinten 1380 mm. Als weiterer Radstand wird 3167 mm genannt. Die Karosserien entsprachen dem Delahaye Type 20: Tonneau, Doppelphaeton, Phaeton, Break und Limousine.
Es ist nicht bekannt, wie viele Fahrzeuge entstanden.